# Сент-Элали-д’Анс
Сент-Элали́-д’Анс (фр. Sainte-Eulalie-d'Ans) — коммуна во Франции, находится в регионе Аквитания. Департамент — Дордонь. Входит в состав кантона От-Перигор-Нуар. Округ коммуны — Перигё.
Код INSEE коммуны — 24401.

## География
Коммуна расположена приблизительно в 420 км к югу от Парижа, в 135 км восточнее Бордо, в 25 км к востоку от Перигё.
По территории коммуны протекает река Овезер.

### Климат
Климат умеренный океанический со средним уровнем осадков, которые выпадают преимущественно зимой. Лето здесь долгое и тёплое, однако также довольно влажное, здесь не бывает регулярных периодов летней засухи. Средняя температура января — 5 °C, июля — 18 °C. Изредка вследствие стечения неблагоприятных погодных условий может наблюдаться непродолжительная засуха или случаются поздние заморозки. Климат меняется очень часто, как в течение сезона, так и год от года.

## Население
Население коммуны на 2010 год составляло 291 человек.
| 1962 | 1968 | 1975 | 1982 | 1990 | 1999 | 2010 |
| ---- | ---- | ---- | ---- | ---- | ---- | ---- |
| 402  | 376  | 362  | 311  | 304  | 268  | 291  |

## Администрация
| Период | Период | Фамилия      | Партия       | Примечания                      |
| ------ | ------ | ------------ | ------------ | ------------------------------- |
| 1937   | 1945   | Лео Батет    |              |                                 |
| 1945   | 1995   | Пьер Дюран   |              |                                 |
| 1995   | 2020   | Бернар Дюран | беспартийный | управляющий делами товарищества |

## Экономика
В 2010 году среди 173 человек трудоспособного возраста (15-64 лет) 108 были экономически активными, 65 — неактивными (показатель активности — 62,4 %, в 1999 году было 62,6 %). Из 108 активных жителей работали 97 человек (51 мужчина и 46 женщин), безработных было 11 (8 мужчин и 3 женщины). Среди 65 неактивных 15 человек были учениками или студентами, 29 — пенсионерами, 21 были неактивными по другим причинам.

## Достопримечательности
- Церковь Св. Евлалии
- Замок Бельсис (XVIII век)

## Города-побратимы
- Анс (Бельгия, с 1999)

## Фотогалерея
- Сент-Элали-д’Анс
- Церковь Св. Евлалии
- Замок Бельсис
- Водяная мельница
- Голубятня
- Мост через реку Овезер
- Река Овезер